# Theodor Geringhoff
Theodor Geringhoff (* 5. Mai 1896 in Münster; † 29. Dezember 1959 ebenda) war ein deutscher sozialdemokratischer Politiker.
Geringhoff war Zimmermeister und übte diesen Beruf von 1925 bis 1933 als Selbstständiger aus. Spezialisiert war er dabei auf den Bau von Sportstätten. So war er 1932 beim Bau der Weltmeisterschaftsbahn in Rom beteiligt. In den Jahren 1934 und 1935 war er an der Fertigstellung der Winterradbahn in Kopenhagen beteiligt. 
Politisch war Geringhoff seit 1919 Mitglied der SPD. Als Stadtverordneter für seine Partei saß er von 1927 bis 1933 im Stadtrat von Münster. Im August 1944 wurde er im Zuge der Aktion Gitter nach dem gescheiterten Attentat auf Adolf Hitler verhaftet. Bis 1945 saß er in den Konzentrationslagern Sachsenhausen und Hamburg-Neuengamme. 
Nach dem Krieg wurde Geringhoff 1946 Mitglied des ernannten Provinziallandtags von Westfalen. Im selben Jahr gehörte er ebenfalls dem ernannten Landtag von Nordrhein-Westfalen an. In den Jahren 1953 bis 1959 war er Mitglied der Landschaftsversammlung des Landschaftsverbands Westfalen-Lippe.